# Гауя
Гауя (на латвийски: Gauja; на естонски: Koiva jõgi; на ливонски: Koiva; на немски: Livländische Aa; на руски: Гауя) е най-дългата река в Латвия, протичаща изцяло по нейна и вливаща се в Балтийско море. Дължина 459 km, от които 25 km по границата с Естония. Площ на водосборния басейн 8900 km², от които около 10% в Естония.
Река Гауя води началото си от централната част на Видземското възвишение, на 239 m н.в. В горното си течение тече в източна посока по Видземското възвишение, като протича през многочислени малки езера. В района на село Леясциемс завива на север, а след това – на северозапад и на протежение от 25 km служи за граница между Латвия и Естония. След като напусне границата (южно от градовете-близнаци Валга и Валка) завива на югозапад и между градовете Валмиера и Сигулда (главно в района на град Цесис) Гауя тече в дълбока и живописна долина, като на места склоновете достигат до 90 m. В тези участъци могат да се видят много природни и културни забележителности, които през 1973 са включени в Националния парк Гауя. След град Сигулда навлиза в крайбрежната равнина, на около 15 km преди устието си завива на северозапад и на 15 km североизточно от сторицата Рига, в близост до село Царникава се влива в Рижкия залив на Балтийско море.
Основните притоци на река Гауя са: леви – Палса, Вия, Лиза, Рауна, Амата; десни – Тирза, Мустиъги Пеетри (Мелнупе), Брасла. По бреговете и долината на реката са разположени множество населени места, в т.ч. градовете: Седа, Стренчи, Валмиера, Цесис, Сигулда, Лигатне и Вангажи.

## Топографска карта
- О-35-В М 1:500000[2]